# Dupuy-de-Lôme (navire)
Cet article concerne le navire français collecteur de renseignement. Pour le croiseur cuirassé français de 1890, voir Dupuy-de-Lôme (croiseur cuirassé). Pour l'ingénieur Henri Dupuy de Lôme et les autres homonymies, voir Dupuy de Lôme.
Le Dupuy-de-Lôme (indicatif visuel « A759 ») est un navire collecteur de renseignements de la Marine nationale française travaillant au profit de la direction du Renseignement militaire (DRM) et de la direction générale de la Sécurité extérieure (DGSE).

## Historique
Le Dupuy-de-Lôme porte le nom de l'ingénieur du génie maritime Henri Dupuy de Lôme (1816-1885).
Long de 101 m, il a été dessiné par Thales Naval France, selon des normes civiles et a été spécialement étudié pour répondre au besoin du recueil de renseignement d'origine électromagnétique (ROEM) depuis la mer : interception, analyse, goniométrie et écoute des communications radios (COMINT), interception, analyse et goniométrie des signaux radar (ELINT), pour des missions de longue durée. C'est le premier navire de la Marine nationale française conçu spécialement pour cette mission.
Basé à Brest, il a remplacé le Bougainville. Il est armé par deux équipages en alternance et a une disponibilité technique de 350 jours par an dont 240 à la mer. Chaque équipage est composé de 66 personnes (33 marins et 33 spécialistes du renseignement affectés), auxquelles peuvent se joindre jusqu'à 38 spécialistes du renseignement, en fonction des missions[réf. souhaitée].
Il a coûté 120 millions d'euros, et 20 millions sont affectés au maintien en conditions opérationnelles sur cinq ans.
Le navire est utilisé durant la crise ukrainienne en 2014 et il participe aux opérations de recherche du Vol 804 EgyptAir, disparu le 19 mai 2016 en mer Méditerranée.

## Lutte antiterroriste

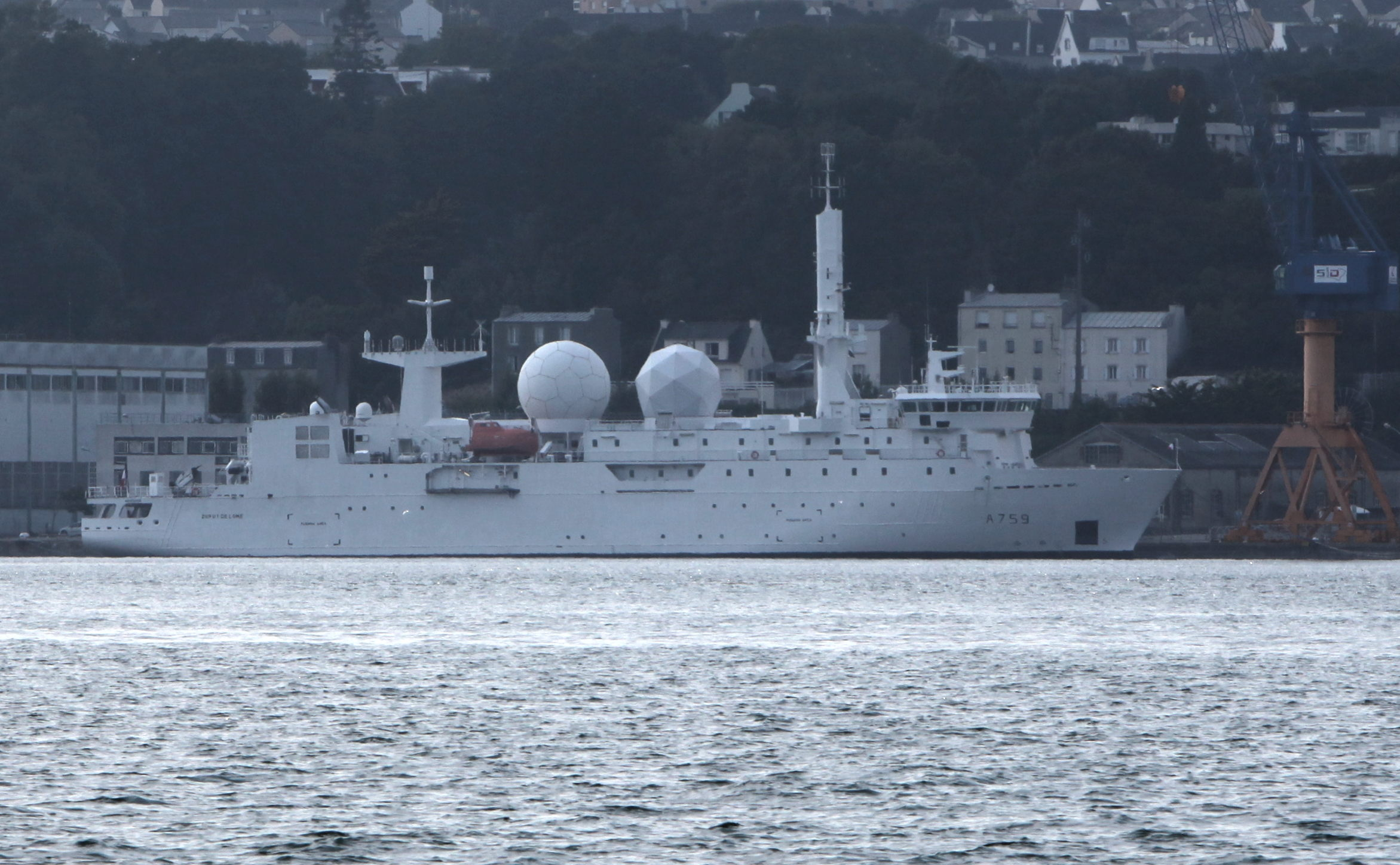
Le Dupuy-de-Lôme à Brest en 2011.

Si le Dupuy-de-Lôme peut tout à fait servir de navire espion, il arrive surtout dans un contexte international très troublé, marqué par l’émergence de réseaux terroristes tentaculaires, organisés en petites cellules autonomes et internationales. Comme le disait la ministre de la Défense Michèle Alliot-Marie : 

« La protection de la France ne peut pas être efficace si la surveillance se limite au territoire national. Il faut aller de plus en plus loin dans le renseignement et être capable d’intercepter les communications partout dans le monde […] ce bateau doit nous permettre d’obtenir un maximum d’informations, ce qui nous permettra d’anticiper la menace et d’essayer de l’éliminer à la base. »

Même si la France dispose d'importants moyens de renseignement militaire, la mise en place de cet outil est jugée cruciale. La spécificité d'un navire est de pouvoir de droit de naviguer librement dans les eaux internationales et donc se positionner particulièrement près (12 milles - hors des eaux territoriales) de la plupart des pays pour recueillir les meilleures données : « Les moyens en métropole ne nous le permettent pas. Le terrorisme est une menace globale et mondiale qui nécessite des renseignements lointains. Il faut donc être au plus proche des foyers cruciaux, comme en Océan Indien ou dans le Pacifique ».
L'analyse en amont des situations permettant de définir ses missions est fournie par les différents services et moyens matériels dont dispose l’État, de l’imagerie satellite et aérienne à l’espionnage, en passant par les opérations de reconnaissance.

## Technologies mises en place

Principaux systèmes électroniques embarqués à bord du Dupuy-de-Lôme.

Ce bâtiment est équipé de senseurs qui fournissent des renseignements à la direction du Renseignement militaire (DRM) : « un fossé technologique a été franchi. C’est la première fois que nous disposons de tels moyens sur un navire. C’est le plus moderne de sa catégorie dans le monde entier, notamment par rapport aux Norvégiens ou Russes qui utilisent des bâtiments datant des années 1980 ».
Comme équipements visibles, on peut noter la présence :
- de deux radômes entre les mâts, qui cachent des antennes paraboliques permettant de pointer un satellite et de capter ce qu’il envoie ;
- d'un long mât avant, en forme de fin cylindre, qui abrite un détecteur de radar ARBR 21, un intercepteur goniomètre de transmissions Elite, ainsi qu’une antenne d’écoute et de goniométrie ;
- de systèmes de transmission par satellite Inmarsat et Syracuse III.

L’ensemble des données recueillies sont traitées et analysées en salles d’opérations par 78 spécialistes civils et militaires, issus de l’Armée de terre, de la Marine nationale et de l’Armée de l'air et de l'espace, avec panachage des services suivant les missions. À l’origine, il était prévu d’installer un hangar pour hélicoptère léger mais cette solution n’a finalement pas été retenue.